# Giusi Malato
Giusi Letizia Malato (Catania, 9 luglio 1971) è un'ex pallanuotista e allenatrice di pallanuoto italiana, di ruolo centro-boa. Dal 2023 allena il Nuoto Catania.

## Carriera
Lega tutta la sua carriera all'Orizzonte Catania, con cui gioca dal 1986 al 2005 conquistando quattordici scudetti e sei Coppe dei Campioni. Con la nazionale italiana si è laureata campionessa olimpica nel 2004 ad Atene, oltre a vincere due titoli mondiali e quattro titoli europei. Dopo il ritiro, avvenuto nel 2005, inizia ad allenare l'Orizzonte Catania, centrando la vittoria di scudetto e Coppa dei Campioni nel 2008. Nello stesso anno ha deciso di tornare in acqua come giocatrice-allenatrice presso la Waterpolo Fontalba Messina. Nel 2021 alla guida di Torre del Grifo ottiene la promozione in Serie A2. Dal 2021 allena le giovanili maschili del Nuoto Catania, mentre l'anno successivo assume la guida della prima squadra. In questo modo diventa la prima donna a sedersi su una panchina di Serie A1 maschile. Dal 2024 è presidente e allenatrice anche della Rari Nantes Jonica.

## Palmares

### Giocatrice

#### Club
- Campionato italiano: 14

Orizzonte Catania: 1991-92; 1992-93; 1993-94; 1994-95; 1995-96; 1996-97; 1997-98; 1998-99; 1999-00; 2000-01; 2001-02; 2002-03; 2003-04; 2004-05
- LEN Euro League Women: 6

Orizzonte Catania: 1993-94; 1997-98; 2000-01; 2001-02; 2003-04; 2004-05

#### Nazionale
- Olimpiadi

Atene 2004: 
- Mondiali

Roma 1994: 
Perth 1998: 
Fukuoka 2001: 
Barcellona 2003: 
- Coppa del Mondo

Winnipeg 1999: 
- Europei

Atene 1991: 
Vienna 1995: 
Siviglia 1997: 
Prato 1999: 
Budapest 2001: 
Lubiana 2003: 

### Allenatrice

#### Club
- Campionato italiano: 1

Orizzonte Catania: 2007-08
- LEN Euro League Women: 1

Orizzonte Catania: 2007-08